# Cerkiew Opieki Matki Bożej w Białawiczach
Cerkiew pod wezwaniem Opieki Matki Bożej – zabytkowa prawosławna cerkiew parafialna w Białawiczach, w dekanacie mostowskim eparchii grodzieńskiej i wołkowyskiej Egzarchatu Białoruskiego Patriarchatu Moskiewskiego.
Świątynia, wzniesiona w 1822 r. z fundacji właścicielki ziemskiej Honoraty Oskirko jako kościół, została bezpośrednio po zakończeniu budowy przekazana prawosławnym i zaadaptowana na cerkiew. Od tego czasu jest nieprzerwanie czynna (nie została zamknięta również w okresie przynależności Grodzieńszczyzny do ZSRR).
W latach 90. XX w. cerkiew wyposażono w ogrzewanie parowe, a wcześniej – w instalację elektryczną. W dawnym domu parafialnym urządzono w czasach komunistycznych przedszkole, które nadal funkcjonuje.

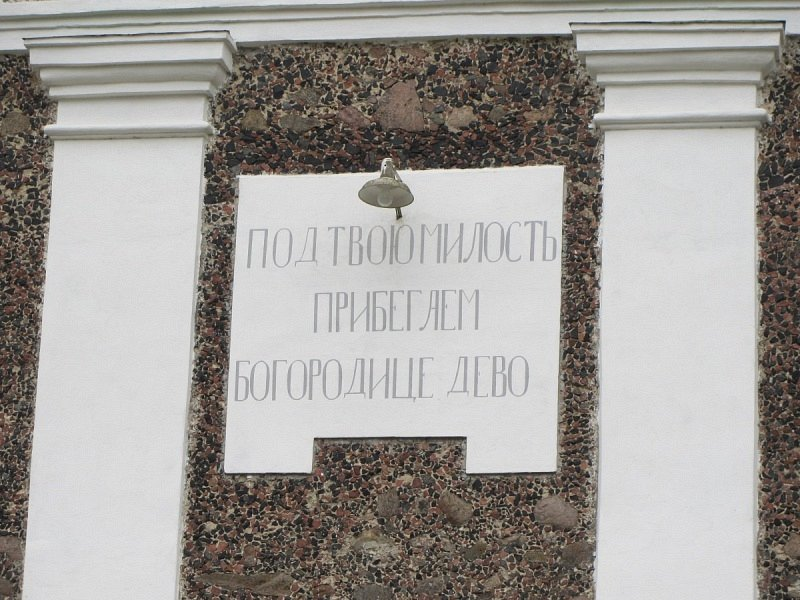
Inskrypcja nad wejściem
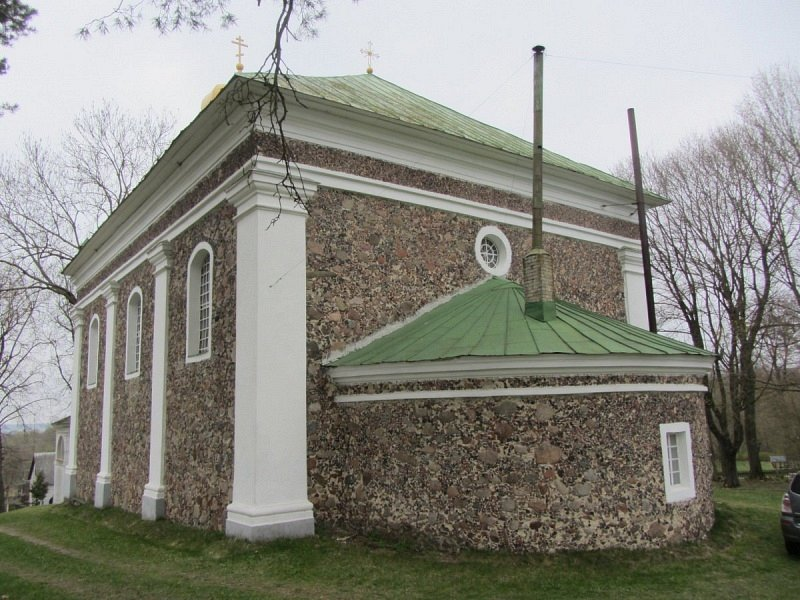
Widok od strony prezbiterium
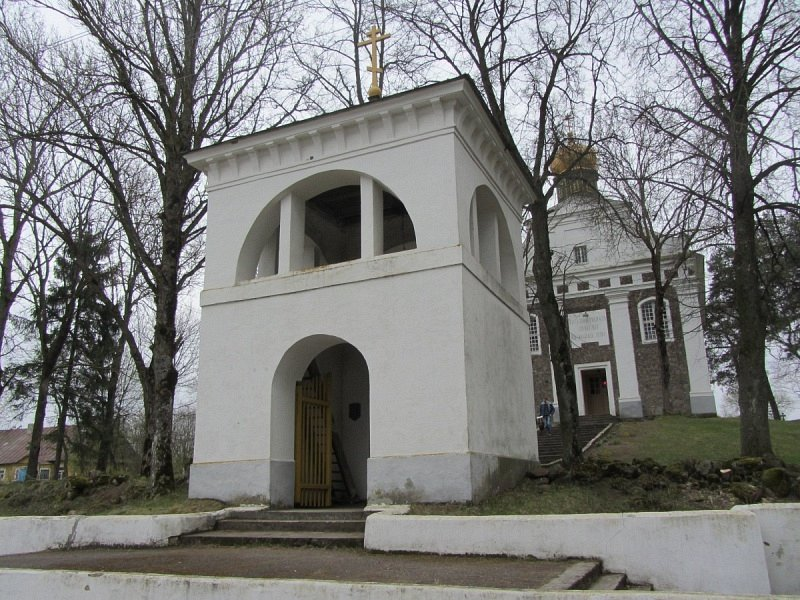
Dzwonnica bramna